# Rick Merlo
Rick Merlo (Fresno, 5 de agosto de 1982) é um jogador de polo aquático estadunidense, medalhista olímpico.

## Carreira
Rick Merlo fez parte do elenco medalha de prata de Pequim 2008.